# Cattedrale di San Giuseppe (San Diego)
La cattedrale di San Giuseppe (in inglese: Cathedral of St. Joseph) è una cattedrale cattolica situata a San Diego, in California, Stati Uniti d'America. La cattedrale è sede della diocesi di San Diego.

## Storia
La parrocchia è stata fondata nel 1874 e la prima chiesa è stata costruita nel 1875 sotto la guida di padre Antonio Ubach su un terreno donato da Alonzo Horton. La chiesa fu dedicata a san Giuseppe lo stesso anno da mons. Francesco Mora. Nel 1894 venne realizzata e dedicata una chiesa più grande in mattoni. La chiesa di San Giuseppe fu poi elevata a cattedrale nel 1936, quando la Santa Sede fondò la diocesi di San Diego estrapolandone il territorio dall' arcidiocesi di Los Angeles. L'attuale cattedrale è stata costruita sul luogo delle chiese precedenti ed è stata dedicata nel 1941. Ha subito lavori di restauro nel 2011.

## Galleria d'immagini

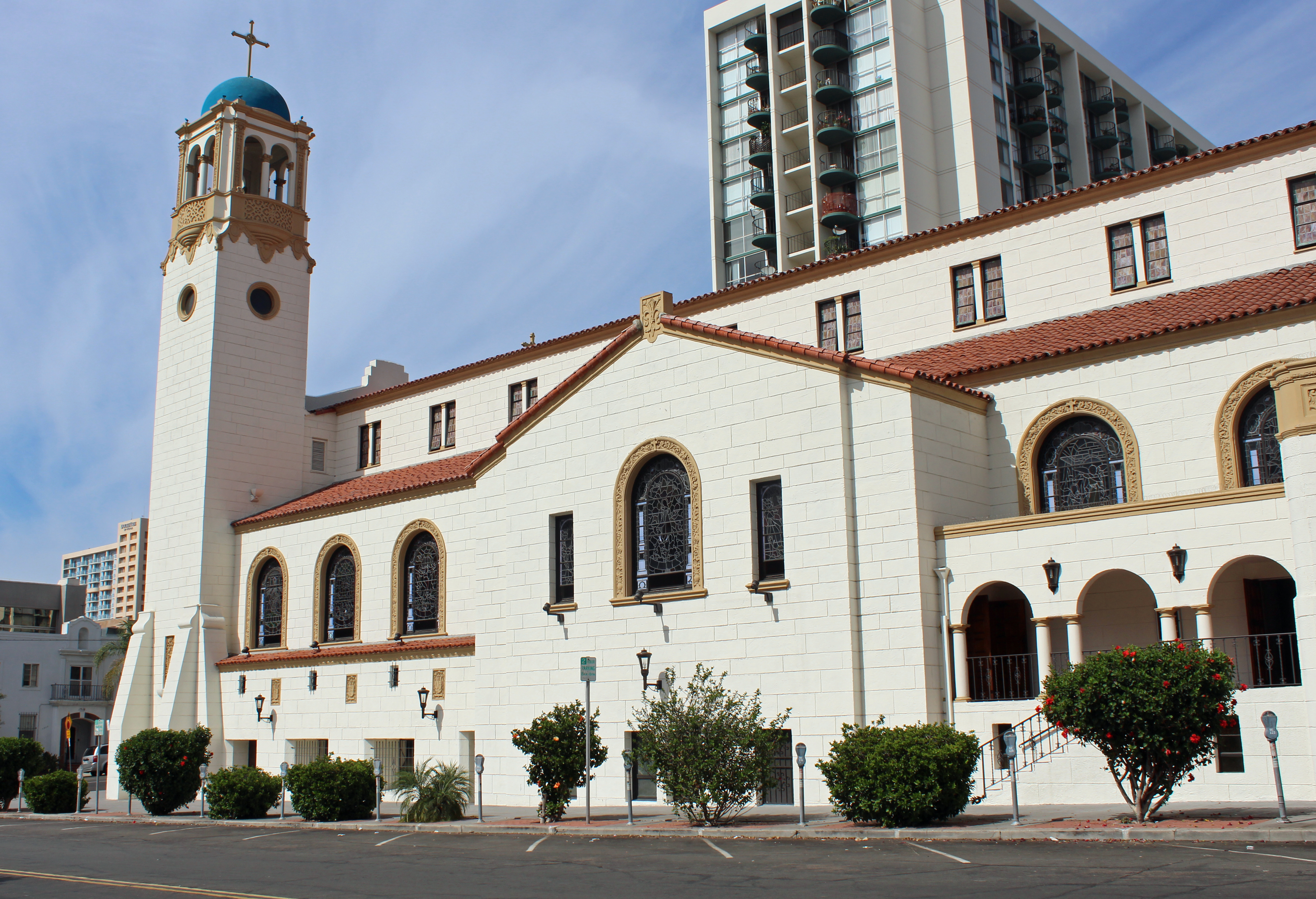
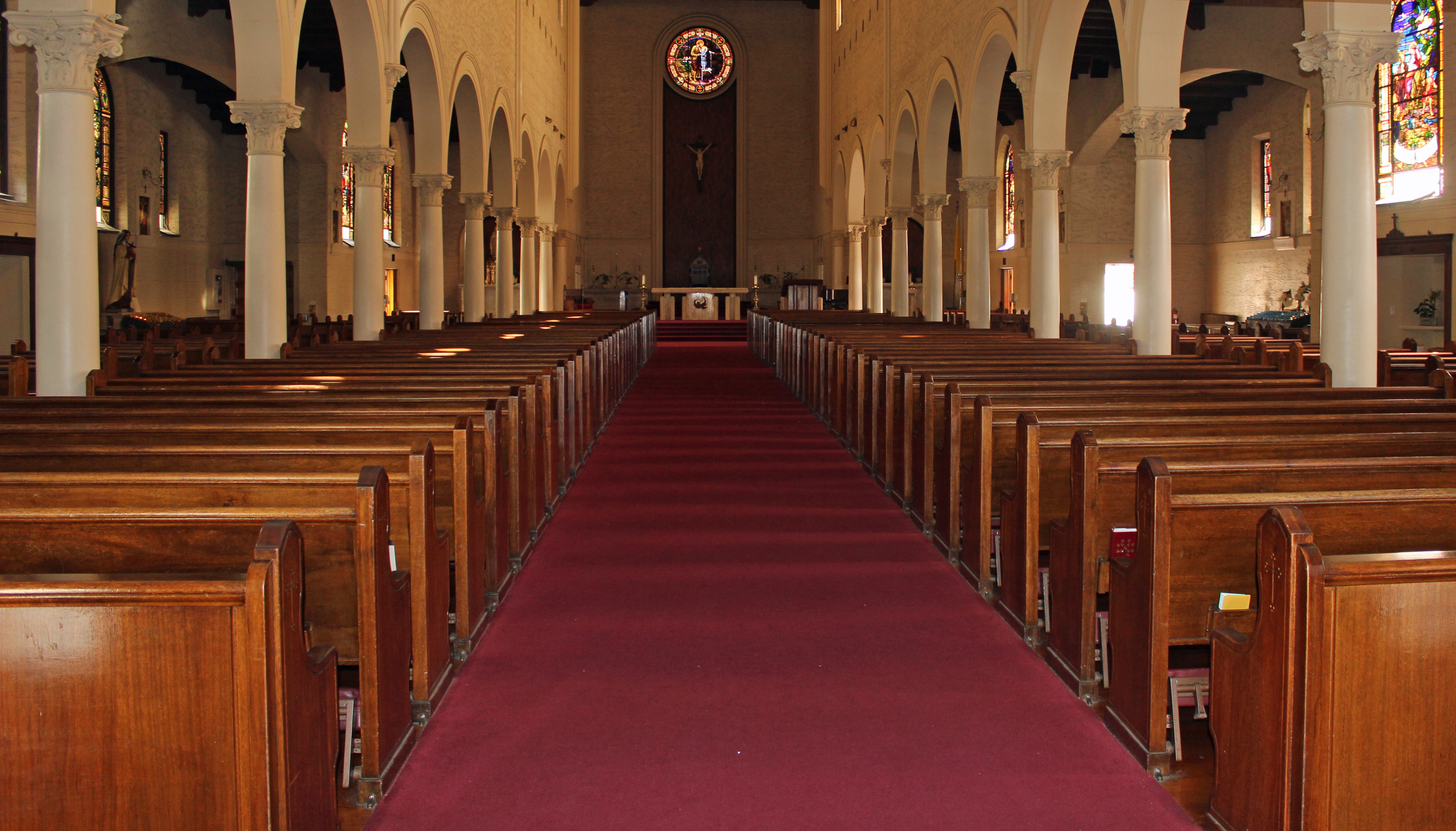
Interni
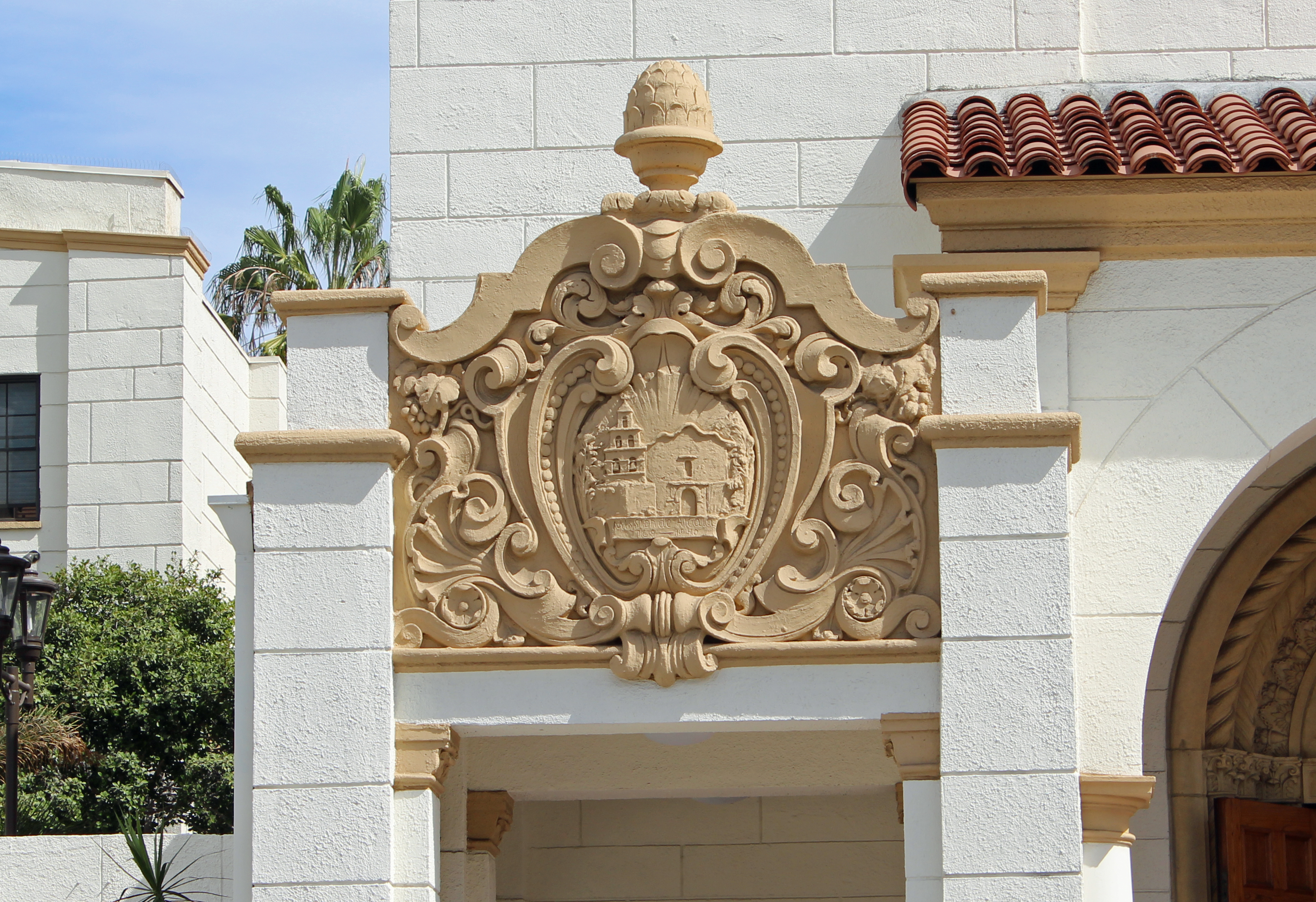